# Seleção Espanhola de Hóquei sobre a grama feminino
A Seleção Espanhola de Hóquei Sobre a Grama Feminino é a equipe nacional que representa a Espanha em competições internacionais de hóquei sobre a grama. A seleção é gerenciada pela Real Federación Española de Hockey.
A equipe chegou ao seu auge ao conquistar a medalha de ouro nos Jogos Olímpicos de Verão de 1992 realizados no próprio país, em Barcelona, sob comando do treinador José Manuel Brasa. Além disso, chegou a ficar em terceiro lugar na Copa do Mundo de Hóquei sobre a grama em 2018.